# Dusina (Polska)
Dusina – wieś w Polsce położona w województwie wielkopolskim, w powiecie gostyńskim, w gminie Gostyń.

## Nazwa
Miejscowość ma metrykę średniowieczną i jest notowana od XV wieku. Po raz pierwszy wymieniona została w 1401 jako Duszino, 1406 pro Duszina, 1428 Pyanschicze alias Dusschna, Panschicze, 1580-81 Duszina, 1775 Dusina, 1846 Dusin, 1881 Dusina. Nazwa miejscowości pochodzi od nazwy osobowej Dusza z dodaniem sufiksu -ino, -ina. Oboczną nazwą miejscowości jest nieużywana obecnie nazwa Pęszyce pochodząca od nazwy osobowej Pęsza będącej formą słowiańskiego imienia Pękosław z dodanym sufiksem -ice .

## Historia

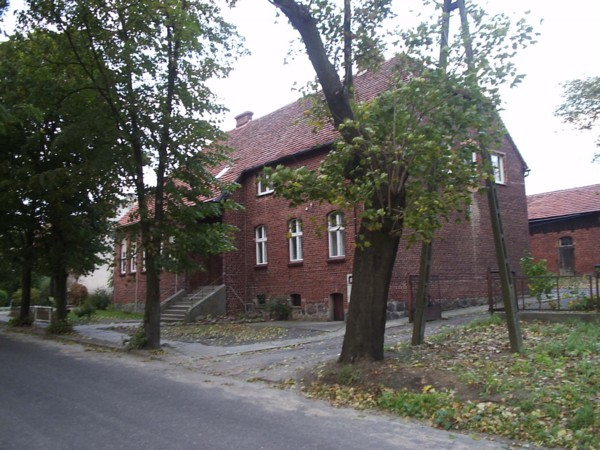
Budynek dawnej szkoły w Dusinie

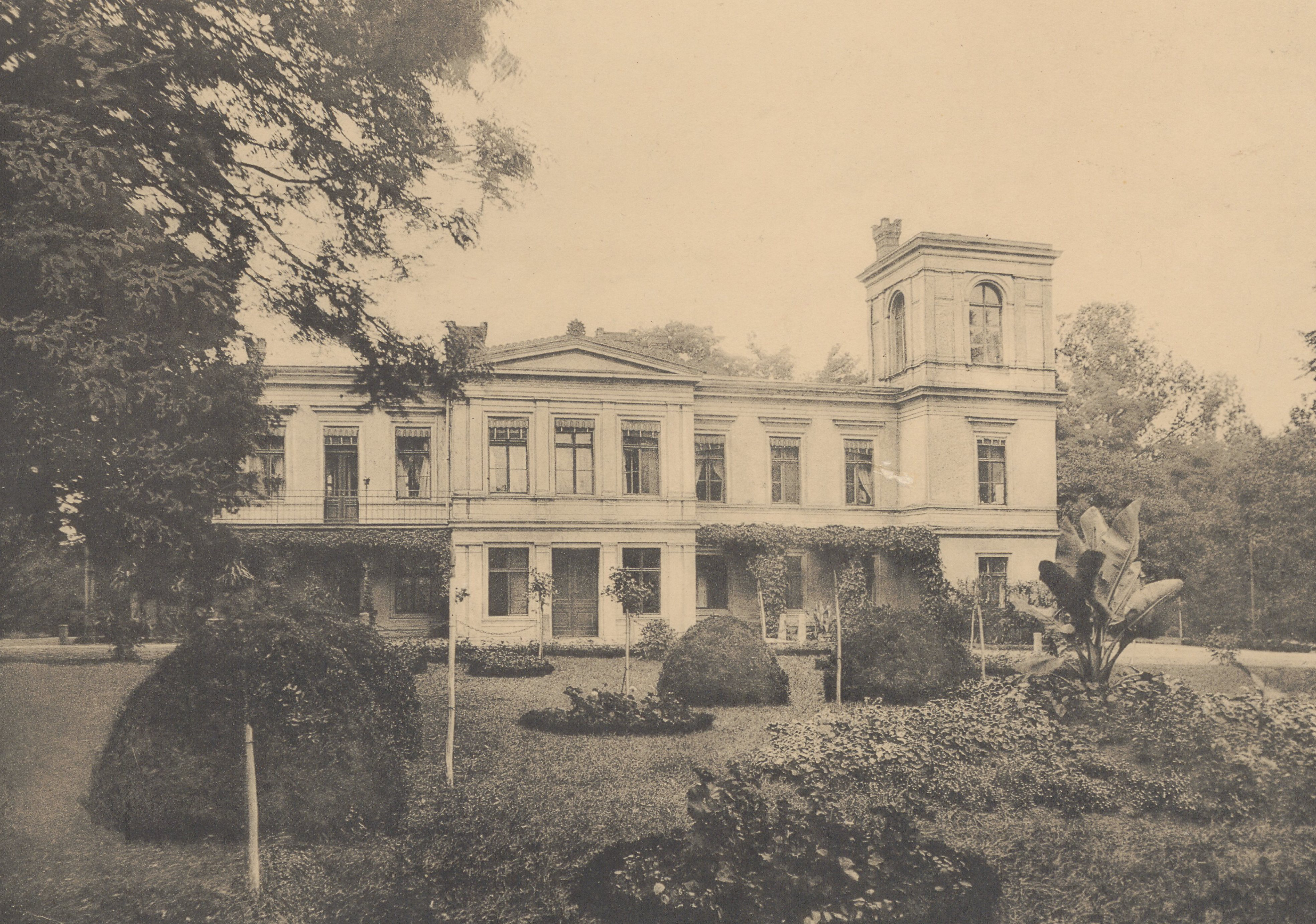
Widok pałacu przed 1912

We wsi odnaleziono gród datowany na połowę X w. do XII w. oraz ślady osady na leżącej dwa kilometry na północny wschód od rzeki Kani w pobliżu jej ujścia do Kanału Obrzańskiego . Od początku swojego istnienia była wsią rycerską należącą do lokalnej polskiej szlachty. Od połowy XV wieku wieś należała do Macieja Borka z Osiecznej, a następnie do rodziny Gostyńskich jego potomków. W 1595 została zakupiona przez Stanisława Radzewskiego. W 1581 w okresie Rzeczypospolitej Obojga Narodów wieś Dusina położona była w powiecie kościańskim województwa poznańskiego.
Około 1810 majątek zostaje nabyty przez rodzinę Kurnatowskich herbu Łodzia. W 1865 Jan Nepomucen Kurnatowski wybudował według projektu polskiego architekta Stanisława Hebanowskigo dwór nawiązujący w swojej formie do renesansu włoskiego. Pod koniec XIX wieku jako wieś, dominium oraz folwark leżące w powiecie śremskim miejscowość odnotował Słownik geograficzny Królestwa Polskiego. W 1881 wieś liczyła 20 domów, w których mieszkało 167 mieszkańców w tym 6 ewangelików oraz 161 katolików. Słownik odnotowuje również 65 analfabetów. Całe dominium liczyło 3404 morg rozległości i dzieliło się na dwie części: wieś oraz folwark Pożegowo liczący 21 domów zamieszkanych przez 281 mieszkańców w tym 15 ewangelików oraz 266 katolików. Słownik wymienia w nim również 72 analfabetów. Właścicielem pod koniec XIX wieku był Nepomucen Kurnatowski.
W 1909 stanowiła własność Feliksa Kurnatowskiego i położona była w powiecie gostyńskim rejencji poznańskiej w Wielkim Księstwie Poznańskim. W 1927 w okresie międzywojennym majątek stał się własnością Jana Kurnatowskiego.
W latach 1975–1998 miejscowość administracyjnie należała do województwa leszczyńskiego.